# Freimuth Bott

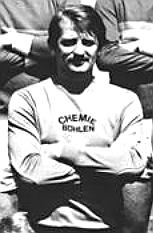
Freimuth Bott (1982)

Freimuth Bott (* 19. November 1943; † 24. Juni 2023) war Fußballtorwart in der DDR-Oberliga. In der höchsten Liga des DDR-Fußballverbandes spielte er für den SC Chemie Halle, den 1. FC Lokomotive Leipzig und die BSG Chemie Böhlen. Er war siebenfacher Junioren-Nationalspieler.

## Sportliche Laufbahn
Bott stand bis 1962 im Tor der Betriebssportgemeinschaft (BSG) Chemie Bitterfeld. 1961 wurde er in den Kader der DDR-Junioren-Nationalmannschaft berufen, für die er am 10. September 1961 in der Begegnung DDR – Ungarn (1:1) sein erstes von sieben Juniorenländerspielen bestritt. Nachdem er im Mai 1962 sein letztes Juniorenländerspiel bestritten hatte, delegierte ihn die BSG zum Fußballzentrum der Region, dem SC Chemie Halle. Dort wurde er hinter dem zwei Jahre älteren Helmut Wilk Reservetorwart und musste ihn bereits am 2. Spieltag der Saison 1962/63 vertreten. In der Begegnung Motor Jena – Chemie Halle am 26. August 1962 ließ er beim 0:1 nur ein Tor zu. Auch in den folgenden zwei Oberligapunktspielen stand Bott im Hallenser Tor, musste aber in jedem Spiel zwei Treffer hinnehmen (2:2 gegen Dynamo Berlin, 1:2 beim SC Wismut Karl-Marx-Stadt). Am 5. September 1962 bestritt Bott sein einziges Europapokalspiel in der Begegnung OFK Belgrad – SC Chemie Halle (2:0). Danach löste ihn der 31-jährige Heinz Weise als Ersatztorhüter ab, Bott wurde nicht wieder in der Oberligamannschaft des SC Chemie eingesetzt. Nach zwei Jahren in der Reservemannschaft wurde er 1964 zur BSG Chemie Bitterfeld zurückgeschickt, wo er bis 1970 in der drittklassigen Bezirksliga Halle spielte.
In der Saison 1970/71 war Bott zweiter Torwart beim Oberligisten 1. FC Lok Leipzig hinter Werner Friese, den er in zwei Oberligaspielen vertrat. Anschließend wechselte Bott zur BSG Chemie Böhlen, die ihn bis 1973 in ihrer zweiten Mannschaft einsetzte. Danach rückte er in erste Mannschaft, die zu dieser Zeit in der zweitklassigen DDR-Liga spielte. 1976 verließ er Böhlen und schloss sich dem DDR-Ligisten Aktivist Espenhain an.
1977 stieg Chemie Böhlen in die DDR-Oberliga auf. Da ihr Stammtorhüter Ralf Heine aus politischen Gründen keine Startberechtigung erhielt, holten die Böhlener Bott zurück und er absolvierte alle 26 Oberligapunktspiele. Auch in der Saison 1978/79 war er mit 26 Einsätzen unbestritten die Nummer eins im Böhlener Tor, allerdings musste seine Mannschaft nach zweijähriger Oberligazugehörigkeit wieder absteigen. In der anschließenden DDR-Liga-Saison 1979/80 fiel Bott hinter Thomas Fischer und Werner Friese auf Platz drei der Torhüterhierarchie zurück und kam nur auf fünf Punktspieleinsätze. Böhlen gelang die sofortige Rückkehr in die Oberliga, und Bott holte sich in seiner vierten Oberligasaison 1980/81 mit 23 Punktspielen den Stammplatz im Tor zurück. 1981/82 musste Chemie Böhlen erneut in der DDR-Liga spielen, erkämpfte sich aber erneut den Aufstieg, an dem Bott mit 20 Punktspielen beteiligt war. Nach 15 Einsätzen in der Oberligasaison 1982/83 musste Bott zum dritten Mal mit Böhlen absteigen. Nachdem die BSG Chemie 1984 den erneuten Wiederaufstieg verpasst hatte, beendete Bott im Sommer 1984 im Alter von 40 Jahren seine Laufbahn als Fußballspieler.